# Georg Stang

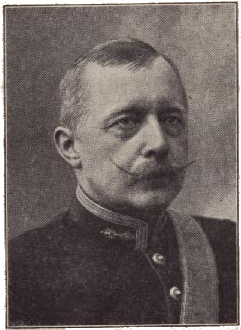
Georg Stang.

Hans Georg Jacob Stang, född den 17 februari 1858 i Kongsvinger, död den 11 september 1907 i Kristiania, var en norsk militär och politiker, son till Jacob Stang. 
Stang blev officer 1877, studerade 1885 vid Tekniska högskolan i Stockholm, senare i Frankrike och Italien, blev kapten 1889, artillerikonstruktör 1897, studerade 1898 som statsstipendiat spansk-amerikanska kriget, blev 1900 överstelöjtnant vid kustartilleriet och kommendant över Agdenes befästningar. 
Den 3 november 1900 utnämndes Stang till försvarsminister i Steens andra ministär. Han fortsatte som sådan det arbete han börjat 1899 som ledamot av kommittén för utarbetning av befästningsplan för sydöstra Norge och framlade 19 april 1901 den politiskt betydelsefulla propositionen om gränsfästningarna och ny fältartillerimateriel som ett led i Norges försvar, för den händelse en brytning med Sverige skulle bli följden av, att unionen upplöstes. 
Denna tanke, förkroppsligad i Stang, gjorde honom till regeringens mest omstridda personlighet, nära nog avgudad av många bland de unga, som i honom såg nationalhjälten och sin ledare, av andra bedömd som en fantast, farlig för landets fred. Sedan Stang den 9 juni 1903 utträtt ur regeringen, arbetade han ohindrad av kollegiala hänsyn för programmet: stärkt försvar med front mot öster och med blicken fäst på en väntad unionspolitisk aktion. 
Vid sin avgång utnämnd till kommendant på Oskarsborg, intog han likväl en tillbakadragen och avvaktande hållning. Händelserna vid nyåret 1905 kom honom åter att framträda. I föredrag, som han höll i Kristiania den 24 och 25 februari 1905, gav han grunddragen till vad som enligt hans uppfattning borde bli den närmaste framtidens norska politik. Han kom likväl ej att direkt medverka vid dess genomförande, då han var de ledande männen för omedgörlig. 
Stang var den typiske representanten för det oavkortade självständighetskravet och blev själen i det motstånd, som mötte de svenska krav, vilka ledde till Karlstadsöverenskommelsen. Han böjde sig lojalt för faktum, men framlade våren 1907 i Kristiania militära samfund en plan att återställa Norges försvar, bland annat genom att anlägga en ny befästningslinje bakom de nedlagda gränsfästningarna; den postumt utgivna Glommen-linjen (1908) var hans politiska testamente. 
Stang författade dessutom värdefulla militära avhandlingar och utlåtanden och uppfann en i Norge nyttjad orograf. En helgjuten, viljestark och målmedveten personlighet, hänsynsfull och behärskad i sitt uppträdande, blev Stang saknad som få vid sin plötsliga bortgång. 1908 restes en bautasten till hans minne vid Holmenkollen, och 1909 avtäcktes hans staty (av Gustav Lærum) på hans grav.